# Johann Pum
Johann Pum (* 17. Februar 1904 in Pama; † 13. Februar 1975 in Traismauer) war ein österreichischer Politiker (ÖVP) und Wagnermeister. Pum war verheiratet und von 1949 bis 1953 Abgeordneter zum Burgenländischen Landtag.
Pum wurde als Sohn des Kleinlandwirts Simon Pum geboren und wuchs burgenlandkroatischsprachig auf. Er besuchte die Volksschule in Pama und war anschließend in der elterlichen Landwirtschaft sowie als landwirtschaftlicher Arbeiter in Neudorf bei Parndorf und Gattendorf beschäftigt. Er erlernte den Beruf des Wagners und wurde Wagnergeselle. Zwischen 1927 und 1929 diente er als Freiwilliger im Österreichischen Bundesheer und wanderte danach nach Kanada aus, wo er als Beschäftigter in der Landwirtschaft sowie in der Holzbranche Arbeit fand. Aus familiären Gründen kehrte er 1932 nach Pama zurück und übernahm die elterliche Landwirtschaft. Nachdem er 1938 die Meisterprüfung abgelegt hatte, war er als Landwirt und Wagnermeister aktiv, ab 1943 leistete er Militärdienst in der Wehrmacht, wobei er in sowjetische Kriegsgefangenschaft geriet, aus der er erst 1946 zurückkehrte. 
Nach dem Zweiten Weltkrieg war Pum Gemeinderat und zwischen 1948 und 1954 Bürgermeister in Pama. Er vertrat die ÖVP zudem vom 4. November 1949 bis zum 19. März 1953 im Burgenländischen Landtag. Nachdem es in der ÖVP-Fraktion in Pama zu Schwierigkeiten und der Gründung einer Namensliste gekommen war, trat Pum aus der ÖVP aus und war schließlich von 1959 bis 1962 erneut Bürgermeister für die ÖVP/Einheitsliste. Pum schloss letztlich seinen Betrieb und übergab die ehemals elterliche Landwirtschaft an einen Verwandten. Pum übersiedelte 1970 nach Traismauer, wo er 1975 schließlich starb.